# Roberto Simonetta
Roberto Simonetta (Latina, 2 settembre 1965) è un ex calciatore italiano, di ruolo attaccante.

## Carriera
Debutta con il Genoa in Serie A, il 7 marzo 1982 sul campo dell'Udinese; con i rossublu gioca dal 1981 al 1983 per un totale di 8 presenze nella massima serie. Nella stagione 1983-1984 passa alla Sanremese in Serie C1; realizza 8 reti, risultando il capocannoniere della squadra. Nel 1984 torna al Genoa, nel frattempo retrocesso in Serie B, e disputa una stagione da rincalzo con 3 reti in 19 partite.
Nel 1985 passa al Piacenza, in Serie C1. Vi rimane fino al 1988, conquistando la promozione in Serie B nel campionato 1986-1987 (con 11 reti realizzate, record personale, nel tridente con Serioli e Madonna), la Coppa Anglo-Italiana 1986 e la prima salvezza degli emiliani nella serie cadetta.
Nel 1988-1989 veste la maglia della Triestina, con cui ottiene la seconda promozione in Serie B contribuendo con 9 reti. Dal 1989 al 1992 e dal 1994 al 1995 gioca per la Lucchese ad eccezione del periodo 1992-1994 dove gioca per il Padova; nella stagione 1993-1994 conquista la promozione in massima serie nelle file del Padova, ma non è stato confermato dai biancoscudati per la stagione successiva.
In seguito milita per una stagione nel Trapani, nella quale non si esprime ad alti livelli, e una nel Siena, entrambe in Serie C1. Conclude la carriera nel Campionato Nazionale Dilettanti con le maglie di Castelnuovo Garfagnana, Terzigno, Terracina e Baracca Lugo, dove termina la carriera.
Attualmente è allenatore Under 17 Elite nella Società Polisportiva Carso (LT).
A maggio del 2019 lascia la Polisportiva Carso e fonda una nuova Società Sportiva, la ASD R11 Simonetta.
Nella stagione 2021-22 è allenatore degli U14 regionali con cui vince il campionato con lo storico score di 26 partite vinte su 26 portando per la prima volta una categoria in élite. Nella stagione 2022-23 allena i 2009 nella categoria U14 Elite raggiungendo la nona posizione e la conseguente salvezza nella categoria.

## Palmarès
- Torneo Anglo-Italiano: 1

Piacenza: 1986
- Campionato italiano di Serie C1: 1

Piacenza: 1986-1987
- Coppa Italia Serie C: 1

Lucchese: 1989-1990

## Famiglia
Suo figlio Alessandro è anch'egli un calciatore. Cresciuto nelle giovanili della Roma dal 2005 al 2009 ha giocato per l'Arezzo, Sambenedettese, FC Südtirol-Alto Adige e Isola Liri. Inoltre vanta 8 presenze con la Nazionale Under-17 e una con la Nazionale Under-20.